# Ann Helen Grande
Pour les articles homonymes, voir Grande.
Ann Helen Grande, née le 20 septembre 1977 à Trondheim, est une biathlète norvégienne.

## Biographie
Championne du monde junior du relais en 1997 avec Linda Grubben et Gro Marit Istad-Kristiansen pour ses débuts internationaux, elle fait ses débuts en Coupe du monde dès l'année suivante à Pokljuka où elle termine dixième qui restera son meilleur résultat en carrière. Elle compte une participation aux Championnats du monde en 2003. Ses meilleurs résultats interviennent dans la Coupe d'Europe (IBU Cup aujourd'hui) avec deux victoires à son compteur (2002 et 2003).
Elle termine sa carrière sportive en 2004.

## Palmarès

### Coupe du monde
- Meilleur classement général : 58e en 1998 et 2003.
- Meilleur résultat individuel : 10e.

#### Différents classements en Coupe du monde
| Année     | Classement général final | Sprint | Poursuite | Individuel | Mass start |
| 1997-1998 | 58e                      | -      | -         | 34e        | -          |
| 2002-2003 | 58e                      | 51e    | -         | 45e        | -          |

### Championnats du monde junior
- Médaille d'or du relais en 1997.

### Coupe d'Europe
- 12 podiums individuels, dont 2 victoires.